# 嘌呤
嘌呤，又譯普林，化學式为C5H4N4，是一种含四氮的杂环芳香化合物，具体的结构是嘧啶环和咪唑环借由共用一个碳-碳双键合并形成。嘌呤是新陈代谢過程中的一種代謝物，其与嘧啶同为核酸中最重要的组成部分。嘌呤本身（嘌呤母核）不存在于自然界中，但其衍生物则大量存在于生物体中。
嘌呤碱（purine base）或嘌呤碱基，泛指结构中含有嘌呤母核（purine core）者，如：腺嘌呤、鸟嘌呤，其他还有黄嘌呤、次黄嘌呤等。
嘌呤生物碱（purine alkaloid）或嘌呤类生物碱，则是由嘌呤演变且结构中保有嘌呤母核的生物碱，如茶碱和咖啡碱等。

嘌呤母核

如果身體未能將嘌呤進一步代謝并從腎臟中經尿液排出的話，而這些物質最終形成尿酸，再經血液流向軟組織，以結晶體積存於其中，假若有誘因引起沉積在軟組織如關節膜或肌腱裡的尿酸結晶釋出，那便導致身體免疫系統過度反應（敏感）而造成炎症（痛風症）。

## 衍生物
许多嘌呤衍生物存在于自然界，核苷酸五种碱基中的两种为嘌呤衍生物：腺嘌呤和鸟嘌呤。在DNA中，两条链上的碱基根据碱基互补配对原则以氢键结合，腺嘌呤与胸腺嘧啶，鸟嘌呤与胞嘧啶。在RNA，尿嘧啶取代胸腺嘧啶。
其他重要嘌呤衍生物有次黄嘌呤、黄嘌呤、茶碱、可可碱、咖啡因、尿酸 和异鸟嘌呤。

各种嘌呤碱、嘌呤类生物碱

## 生物功能
除了腺嘌呤和鸟嘌呤在DNA和RNA中的重要作用，嘌呤衍生物还存在于许多其它重要的生物分子，如ATP，GTP，环状AMP，NADH和辅酶A。嘌呤本身在自然界中不單獨存在，而是作爲生物體內化學反應的中間產物，可由有机合成人工製得。
嘌呤衍生物还可作为神经递质，与嘌呤受体作用，例如腺苷激活腺苷受体。

## 历史
“嘌呤”（purine）一词意为纯尿（pure urine），最早由德国化学家埃米尔·费歇尔于1884年提出。他于1899年首次合成了此化合物。合成路线的起始物质是尿酸 (8)，此物质最早由舍勒于1776年从肾结石中提取。尿酸(8)与PCl5反应得2,6,8-三氯嘌呤(10)，后者与HI和PH4I反应得2,6-二碘嘌呤(11)。用锌粉还原得嘌呤(1)。天然嘌呤衍生物分子量比吡啶衍生物大很多。

## 实验室合成
嘌呤在生物体内的合成可以人工实现。甲酰胺在开口容器中以170 °C加热28小时，可得到可观产率的嘌呤：
这个重要的反应是生命起源的讨论内容，因其由小分子有机物生成，而嘌呤的衍生物构成遗传物质DNA和RNA的碱基。
Oro, Orgel等人发现四分子HCN缩合生成二氨基丁烯二腈（diaminomaleodinitrile，12），后者与其它小分子反应能得到自然界存在的大多数嘌呤衍生物。
陶贝合成法 (1900)是一种经典的合成嘌呤的方法。其中成嘌呤环的一步是胺取代吡啶与甲酸的反应：